# Мазер (Ар'єж)
Мазе́р (фр. Mazères) — муніципалітет у Франції, у регіоні Окситанія, департамент Ар'єж. Населення — 3868 осіб (01.01.2021).
Муніципалітет розташований на відстані близько 630 км на південь від Парижа, 45 км на південний схід від Тулузи, 33 км на північ від Фуа.

## Історія
До 2015 року муніципалітет перебував у складі регіону Південь-Піренеї. Від 1 січня 2016 року належить до нового об'єднаного регіону Окситанія.

## Демографія
Динаміка населення (INSEE ):
Розподіл населення за віком та статтю (2006):
| Стать | Всього | До 15 років | 15-24 | 25-44 | 45-64 | 65-85 | Понад 85 |
| --- | ------ | ----------- | ----- | ----- | ----- | ----- | -------- |
| Чоловіки | 1444   | 305         | 105   | 435   | 319   | 260   | 20       |
| Жінки | 1686   | 300         | 130   | 445   | 367   | 361   | 83       |
| \| Статево-вікова піраміда \| Статево-вікова піраміда \| Статево-вікова піраміда \| \| ----------------------- \| ----------------------- \| ----------------------- \| \| Чоловіки \| Вік \| Жінки \| \| 20 \| 85 + \| 83 \| \| 46 \| 80-84 \| 97 \| \| 73 \| 75-79 \| 68 \| \| 90 \| 70-74 \| 120 \| \| 51 \| 65-69 \| 76 \| \| 51 \| 60-64 \| 99 \| \| 98 \| 55-59 \| 60 \| \| 102 \| 50-54 \| 132 \| \| 68 \| 45-49 \| 76 \| \| 127 \| 40-44 \| 88 \| \| 96 \| 35-39 \| 146 \| \| 122 \| 30-34 \| 101 \| \| 90 \| 25-29 \| 110 \| \| 47 \| 20-24 \| 55 \| \| 58 \| 15-20 \| 75 \| \| 88 \| 10-14 \| 100 \| \| 108 \| 5-9 \| 96 \| \| 109 \| 0-4 \| 104 \| |        |             |       |       |       |       |          |
| Статево-вікова піраміда |        |             |       |       |       |       |          |
| Чоловіки | Вік    | Жінки       |       |       |       |       |          |
| 20 | 85 +   | 83          |       |       |       |       |          |
| 46 | 80-84  | 97          |       |       |       |       |          |
| 73 | 75-79  | 68          |       |       |       |       |          |
| 90 | 70-74  | 120         |       |       |       |       |          |
| 51 | 65-69  | 76          |       |       |       |       |          |
| 51 | 60-64  | 99          |       |       |       |       |          |
| 98 | 55-59  | 60          |       |       |       |       |          |
| 102 | 50-54  | 132         |       |       |       |       |          |
| 68 | 45-49  | 76          |       |       |       |       |          |
| 127 | 40-44  | 88          |       |       |       |       |          |
| 96 | 35-39  | 146         |       |       |       |       |          |
| 122 | 30-34  | 101         |       |       |       |       |          |
| 90 | 25-29  | 110         |       |       |       |       |          |
| 47 | 20-24  | 55          |       |       |       |       |          |
| 58 | 15-20  | 75          |       |       |       |       |          |
| 88 | 10-14  | 100         |       |       |       |       |          |
| 108 | 5-9    | 96          |       |       |       |       |          |
| 109 | 0-4    | 104         |       |       |       |       |          |

## Економіка
2010 року серед 2203 осіб працездатного віку (15—64 років) 1687 були активними, 516 — неактивними (показник активності 76,6%, у 1999 році було 70,2%). З 1687 активних мешканців працювало 1479 осіб (779 чоловіків та 700 жінок), безробітними було 208 (94 чоловіки та 114 жінок). Серед 516 неактивних 157 осіб було учнями чи студентами, 174 — пенсіонерами, 185 були неактивними з інших причин.

У 2010 році у муніципалітеті числилось 1493 оподатковані домогосподарства, у яких проживали 3560,5 особи, медіана доходів виносила 16 407 євро на одного особоспоживача.

## Відомі особистості
В поселенні народився:
- Ромуальд Жоубе (1876—1949) — французький актор театру та кіно.